# Halgerda
Genre
Halgerda est un genre de mollusques nudibranches de la famille des Discodorididae.

## Répartition géographique
Les espèces du genre Halgerda se rencontrent dans la zone Indo-Pacifique tropicale. Le genre est ainsi présent dans les Îles Ryukyu, aux Philippines, à Guam, dans les Îles Mariannes du Nord, aux Fidji, aux Tonga, en Papouasie Nouvelle-Guinée, à Vanuatu, en Mer de corail, en Nouvelle-Calédonie, en Australie, en Indonésie et en Afrique du sud.

## Habitat
Le genre Helgerda est généralement considéré comme un clade d'eaux peu profondes associé principalement à un environnement récifal et sub-littoral mais certaines espèces comme Halgerda abyssicola peuvent être observées jusqu'à 420 m de profondeur.

## Description
Le corps est un peu déprimé et rigide,, abrupt et lisse, sur le dessus. Il est gélatineux mais ferme et soulevé en crêtes tuberculeuses. L'animal ne présente pas de tentacules buccaux,. Le pied présente deux lèvres et est assez étroit,.
Les rhinophores sont rétractables avec des tiges rhinophorales longues par rapport au club. L'ouverture branchiale est transversalement ovale. Les ouvertures des rhinophores et des poches branchiales sont lisses. Les branchies, peu nombreuses, sont grandes, perfoliées et tripennées.
La mâchoire n'est pas armée. La langue présente un rachis nu et étroit avec de nombreuses plaques dentées en forme de crochet dont la partie la plus externe est à bout pointu. Le sac radulaire est allongé et incurvé,.
La prostate est grosse et le pénis n'est pas armé, de même que le vagin.
De plus, la phylogénie de Halgerda proposée par Fahey & Gosliner en 1999 suggère que tous les membres du genre se partagent les six caractères suivants: la présence de crêtes dorsales, une couleur des crêtes orange ou jaune ou blanche différente de la couleur de fond, le club des rhinophores blanc, la présence de glandes branchiales, une radula rectangulaire et une prostate en deux parties bien différenciées (sauf chez Halgerda dalanghita).

## Liste des espèces
Selon World Register of Marine Species (1er novembre 2019) :
- Halgerda abyssicola Fahey & Gosliner, 2000[2]
- Halgerda albocristata Gosliner & Fahey, 1998
- Halgerda aurantiomaculata (Allan, 1932)
- Halgerda azteca Fahey & Gosliner, 2000[2]
- Halgerda bacalusia Fahey & Gosliner, 1999
- Halgerda batangas Carlson & Hoff, 2000
- Halgerda brunneomaculata Carlson & Hoff, 1993[8]
- Halgerda brycei Fahey & Gosliner, 2001
- Halgerda carlsoni Rudman, 1978
- Halgerda dalanghita Fahey & Gosliner, 1999
- Halgerda diaphana Fahey & Gosliner, 1999
- Halgerda dichromis Fahey & Gosliner, 1999
- Halgerda elegans Bergh, 1905
- Halgerda fibra Fahey & Gosliner, 2000[2]
- Halgerda formosa Bergh, 1880
- Halgerda graphica Basedow & Hedley, 1905
- Halgerda guahan Carlson & Hoff, 1993[8]
- Halgerda gunnessi Fahey & Gosliner, 2001
- Halgerda indotessellata Tibiriçá, Pola & Cervera, 2018
- Halgerda iota Yonow, 1994
- Halgerda jennyae Tibiriçá, Pola & Cervera, 2018
- Halgerda johnsonorum Carlson & Hoff, 2000
- Halgerda leopardalis Tibiriçá, Pola & Cervera, 2018
- Halgerda malesso Carlson & Hoff, 1993
- Halgerda maricola Fahey & Gosliner, 2001
- Halgerda meringuecitrea Tibiriçá, Pola & Cervera, 2018
- Halgerda mozambiquensis Tibiriçá, Pola & Cervera, 2018
- Halgerda nuarrensis Tibiriçá, Pola & Cervera, 2018
- Halgerda okinawa Carlson & Hoff, 2000
- Halgerda onna Fahey & Gosliner, 2001[9]
- Halgerda orientalis Lin, 1991
- Halgerda orstomi Fahey & Gosliner, 2000[2]
- Halgerda paliensis (Bertsch & Johnson, 1982)[10],[9]
- Halgerda punctata Farran, 1902[4]
- Halgerda stricklandi Fahey & Gosliner, 1999
- Halgerda terramtuentis Bertsch & Johnson, 1982[10]
- Halgerda tessellata (Bergh, 1880)
- Halgerda theobroma Fahey & Gosliner, 2001
- Halgerda toliara Fahey & Gosliner, 1999
- Halgerda wasinensis Eliot, 1904
- Halgerda willeyi Eliot, 1904
- Halgerda xishaensis Lin, 1975

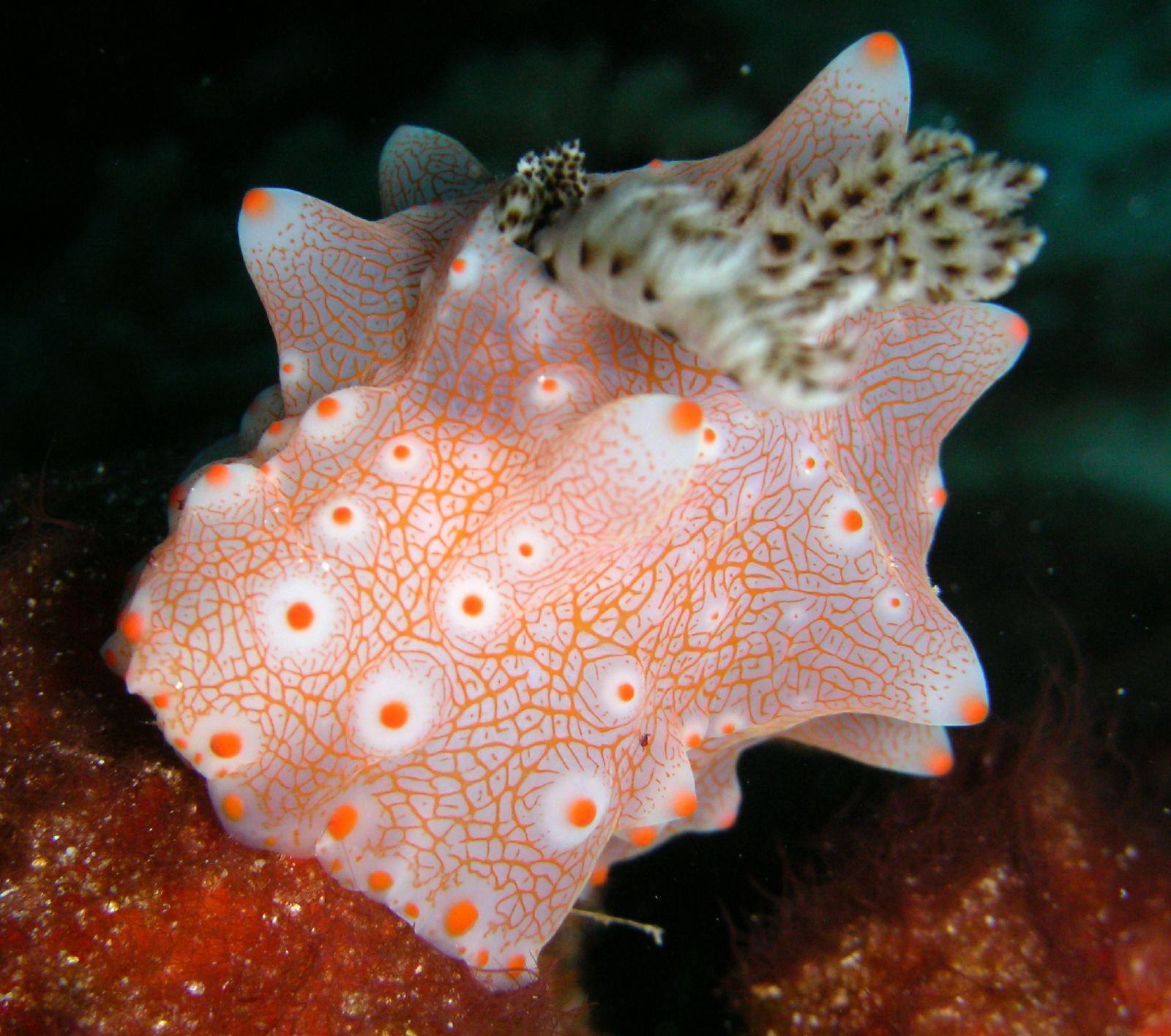
Halgerda batangas.
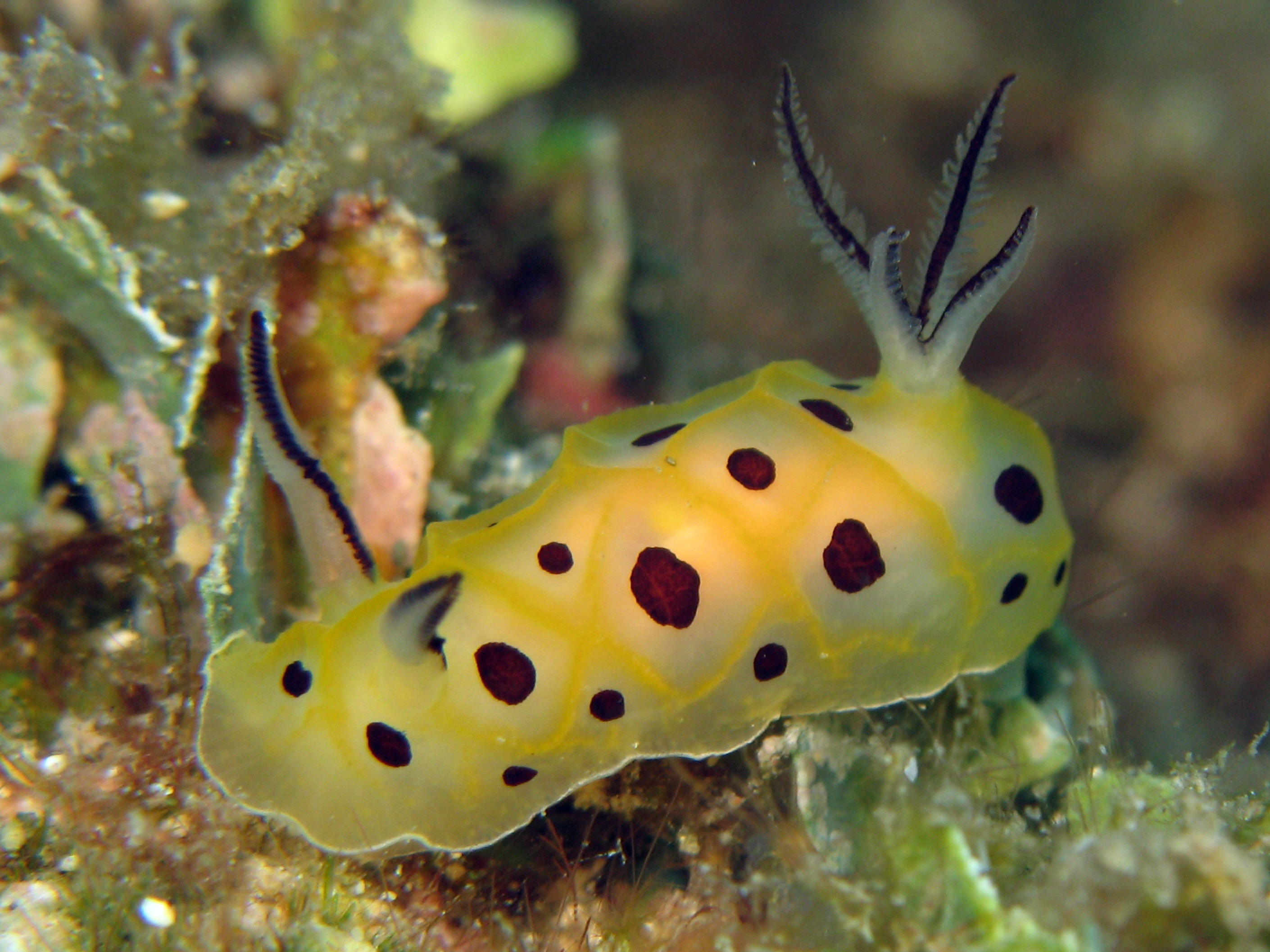
Halgerda brunneomaculata.
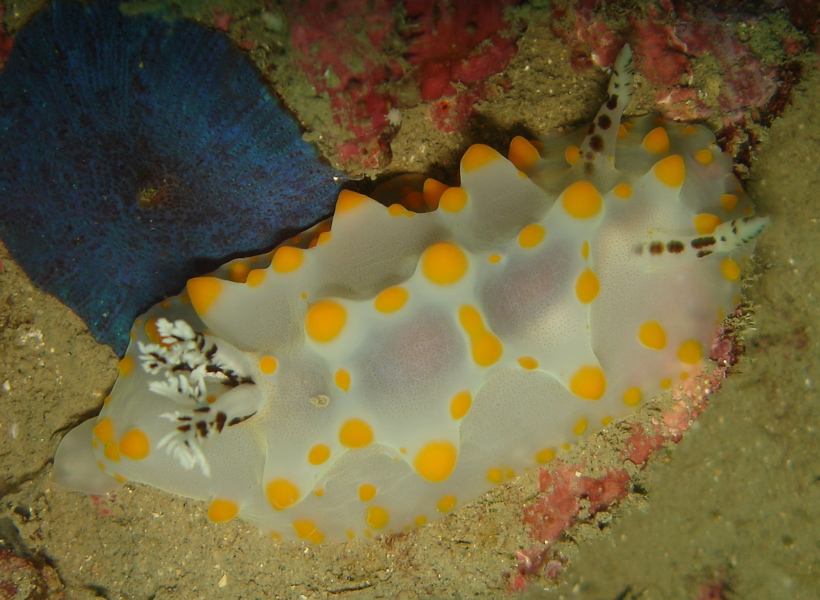
Halgerda carlsoni.
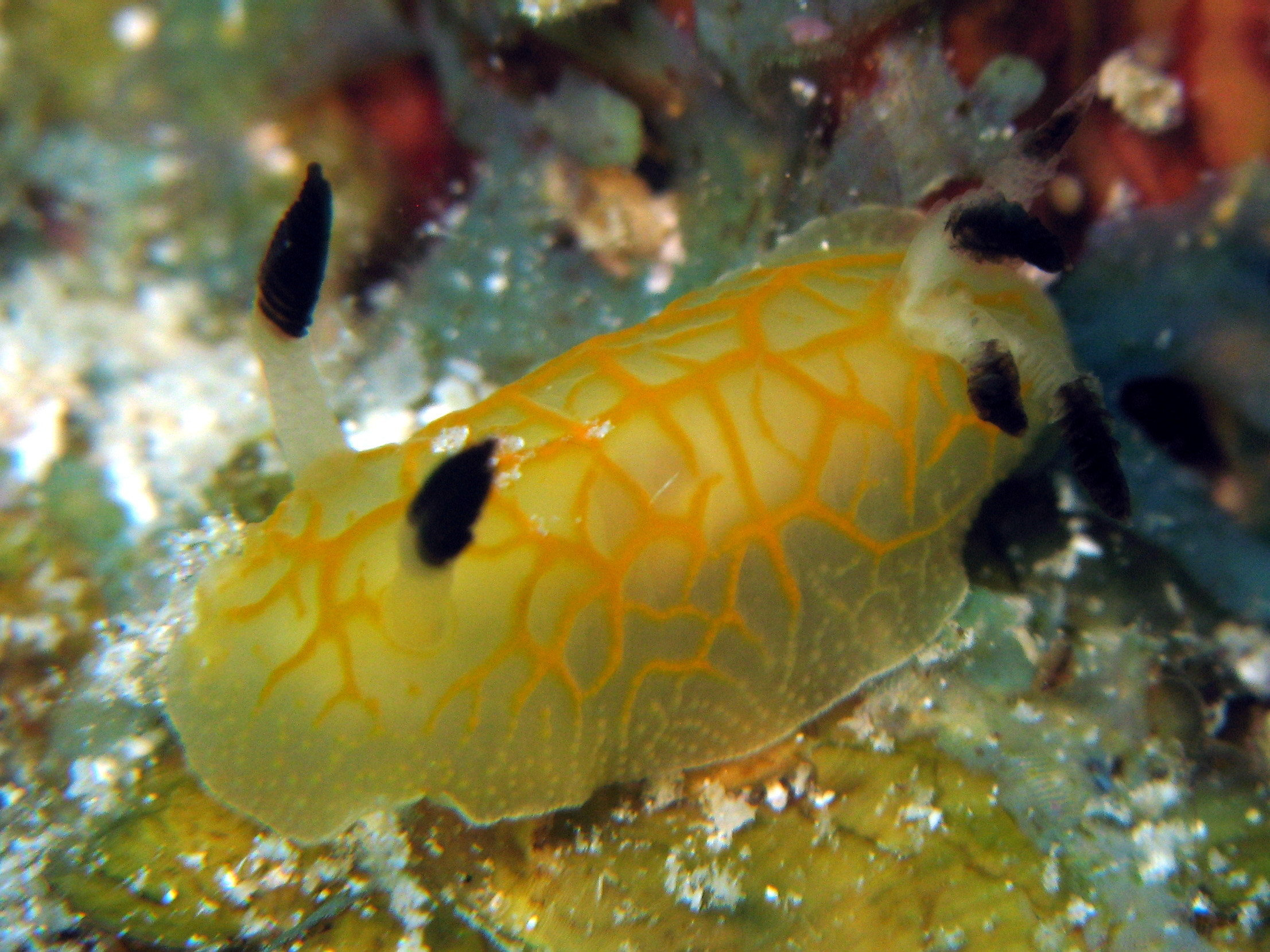
Halgerda formosa.
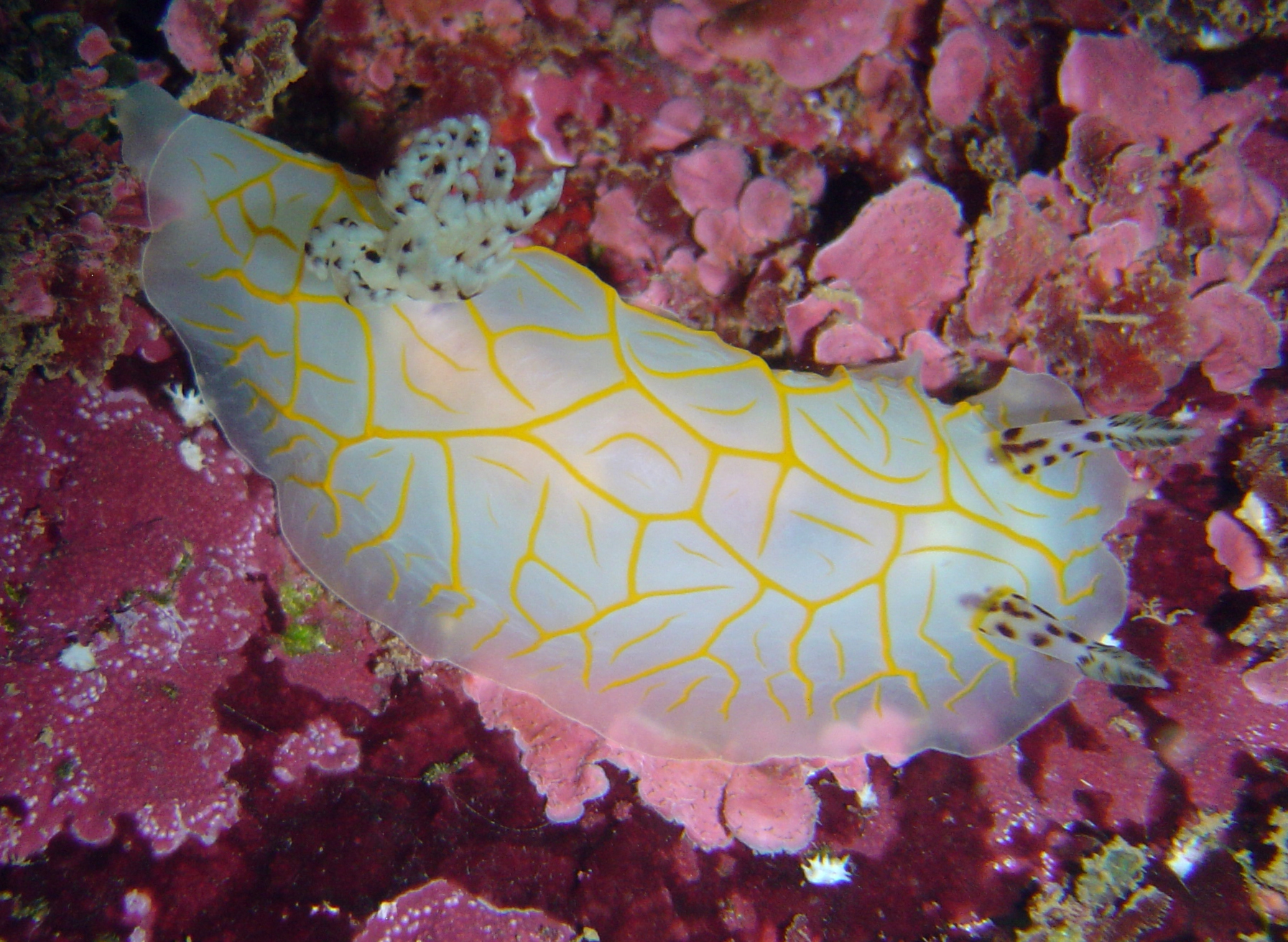
Halgerda guahan.
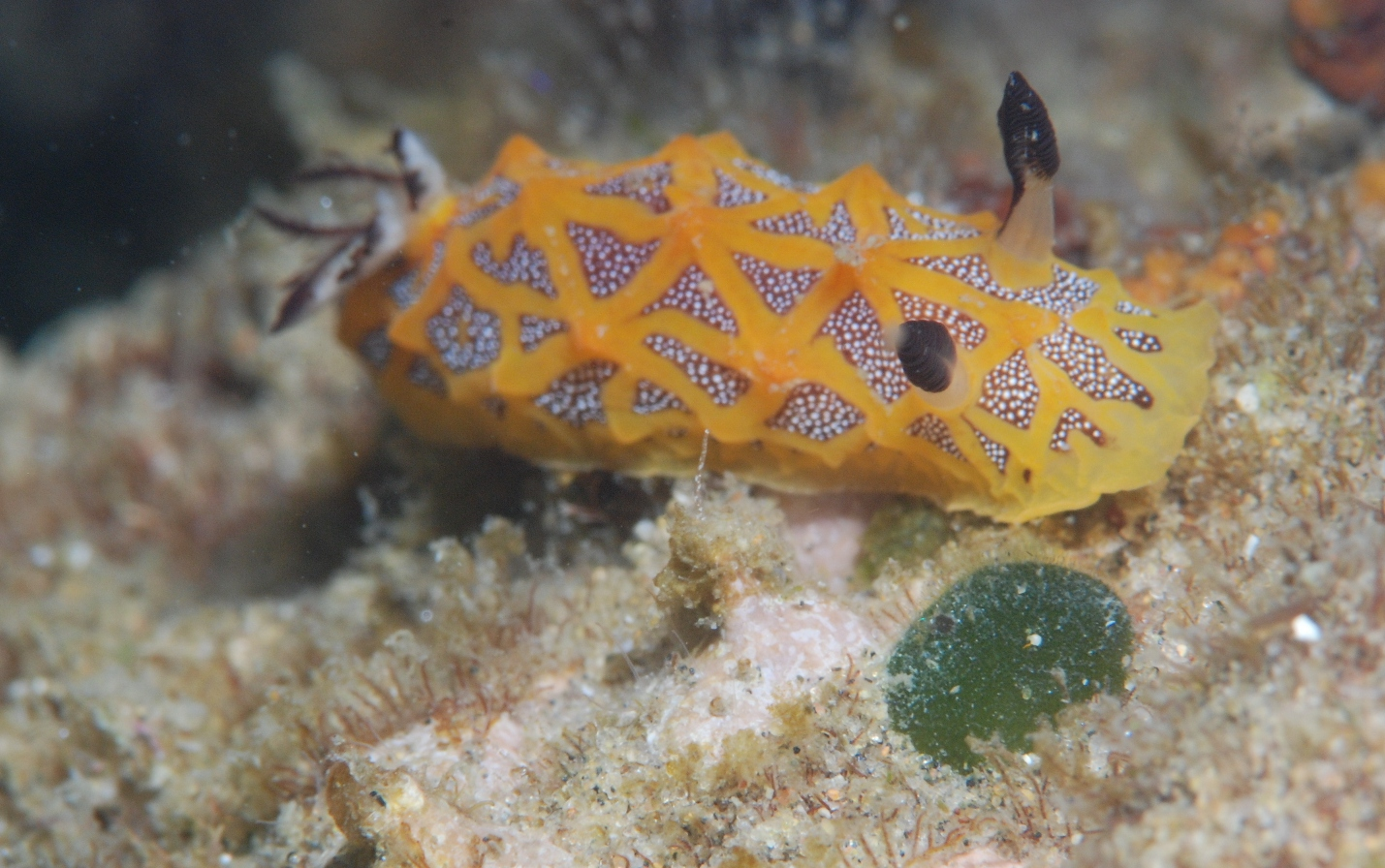
Halgerda indotessellata.
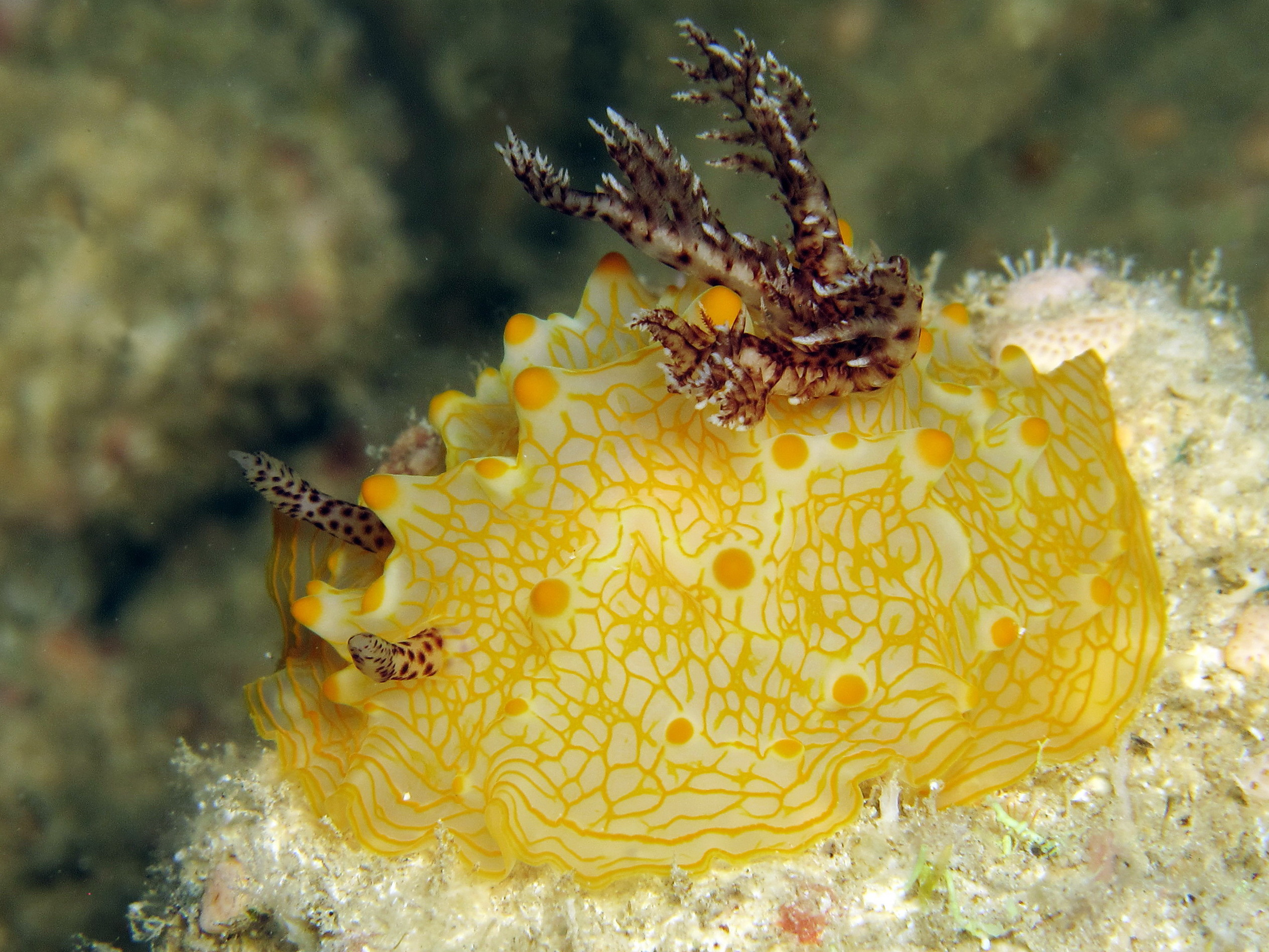
Halgerda malesso.
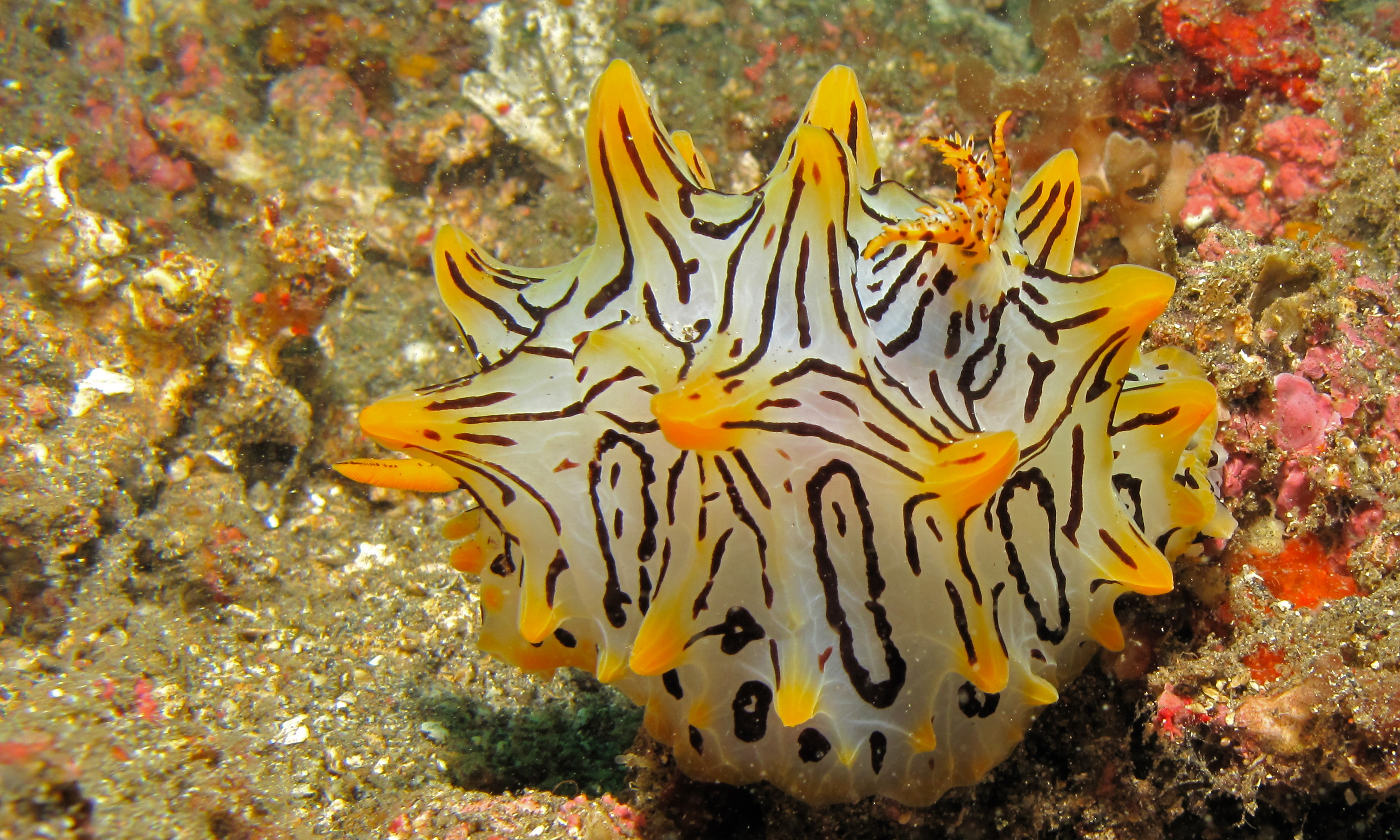
Halgerda okinawa.
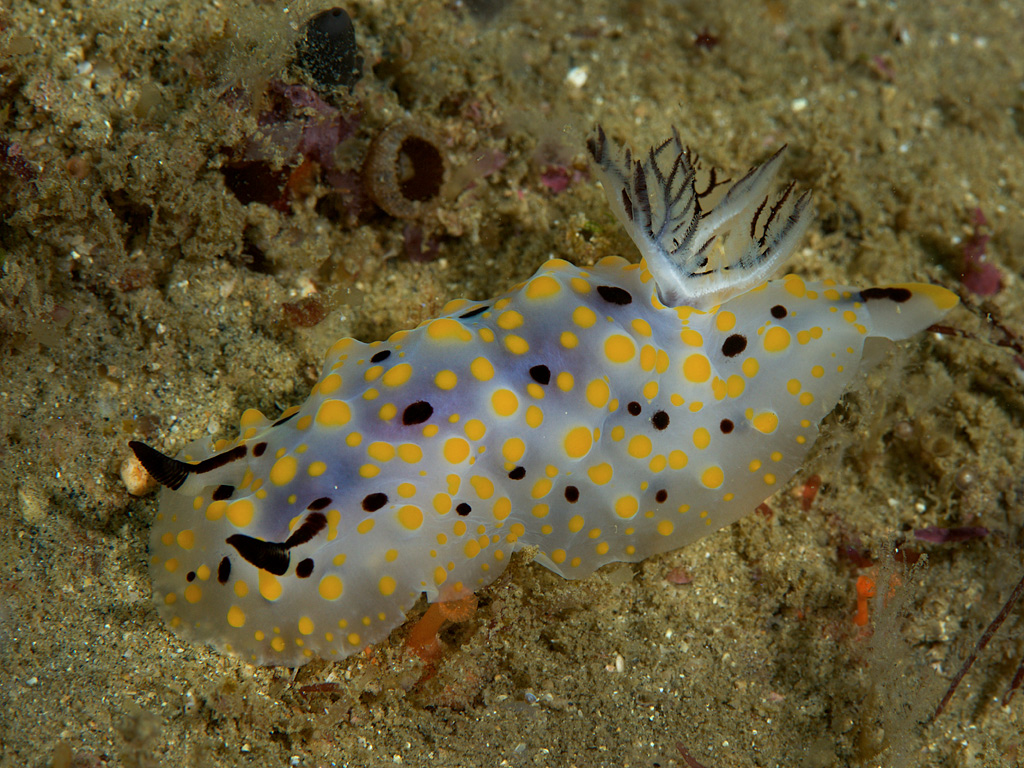
Halgerda punctata.
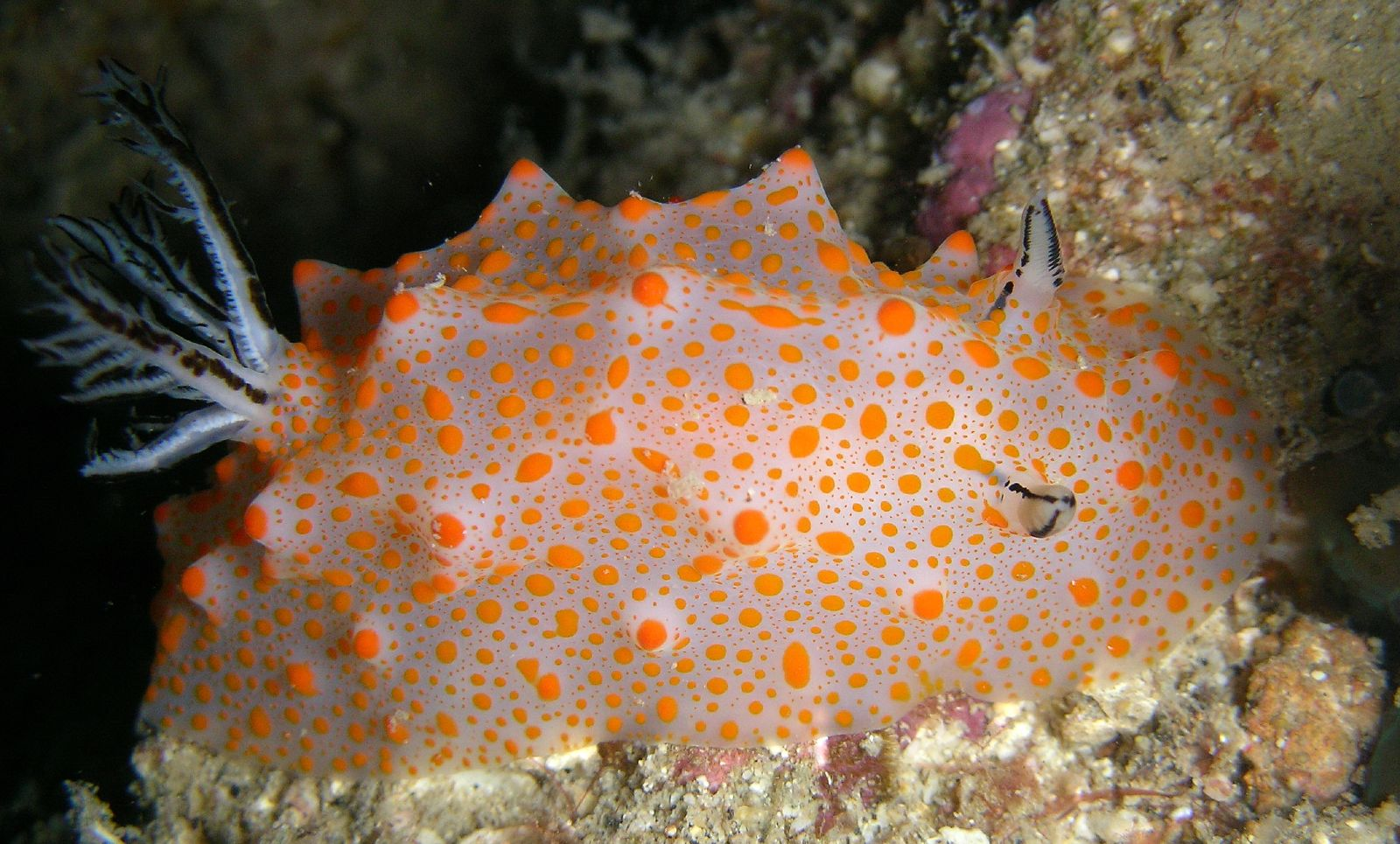
Halgerda stricklandi.
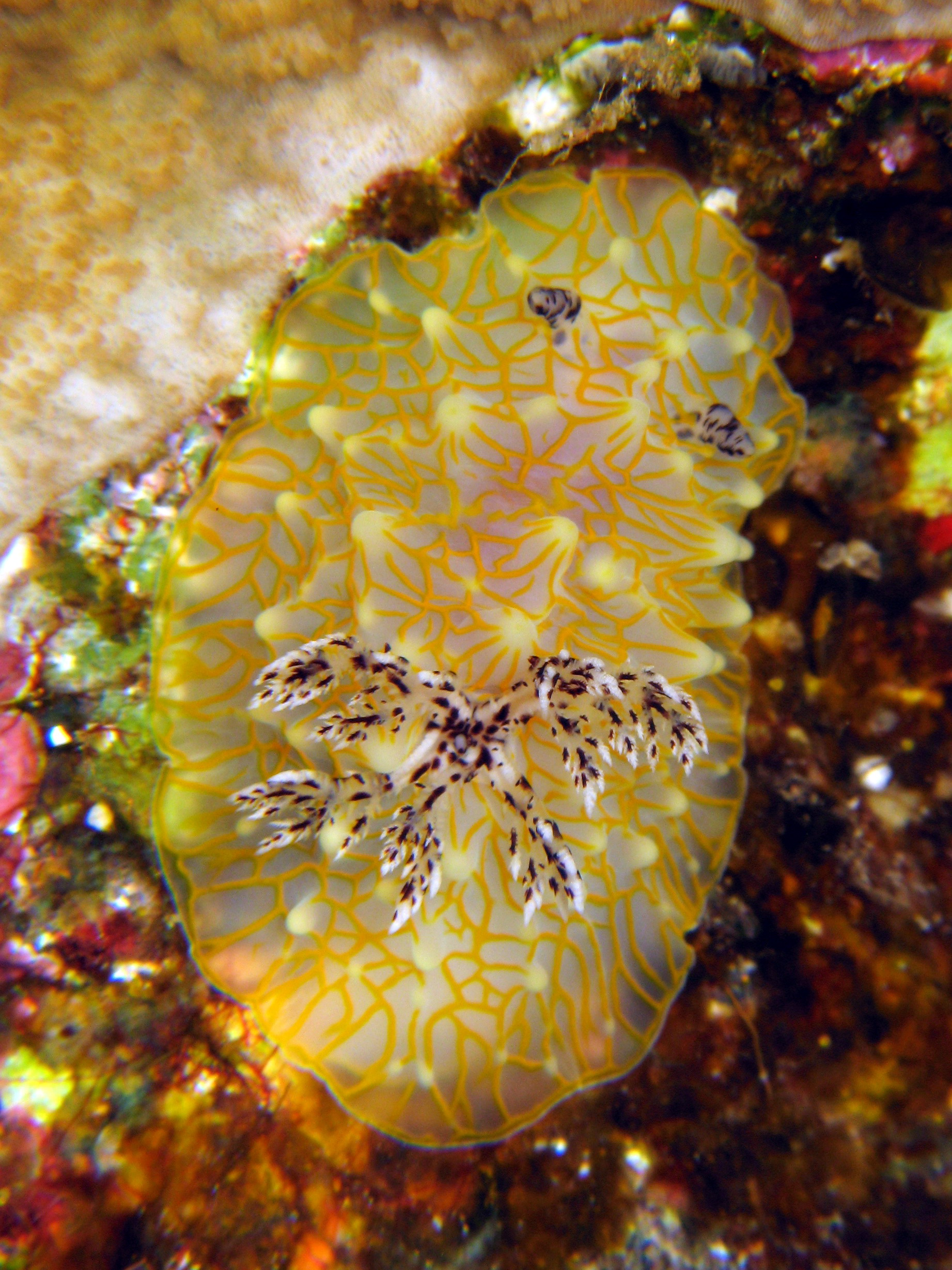
Halgerda terramtuentis.
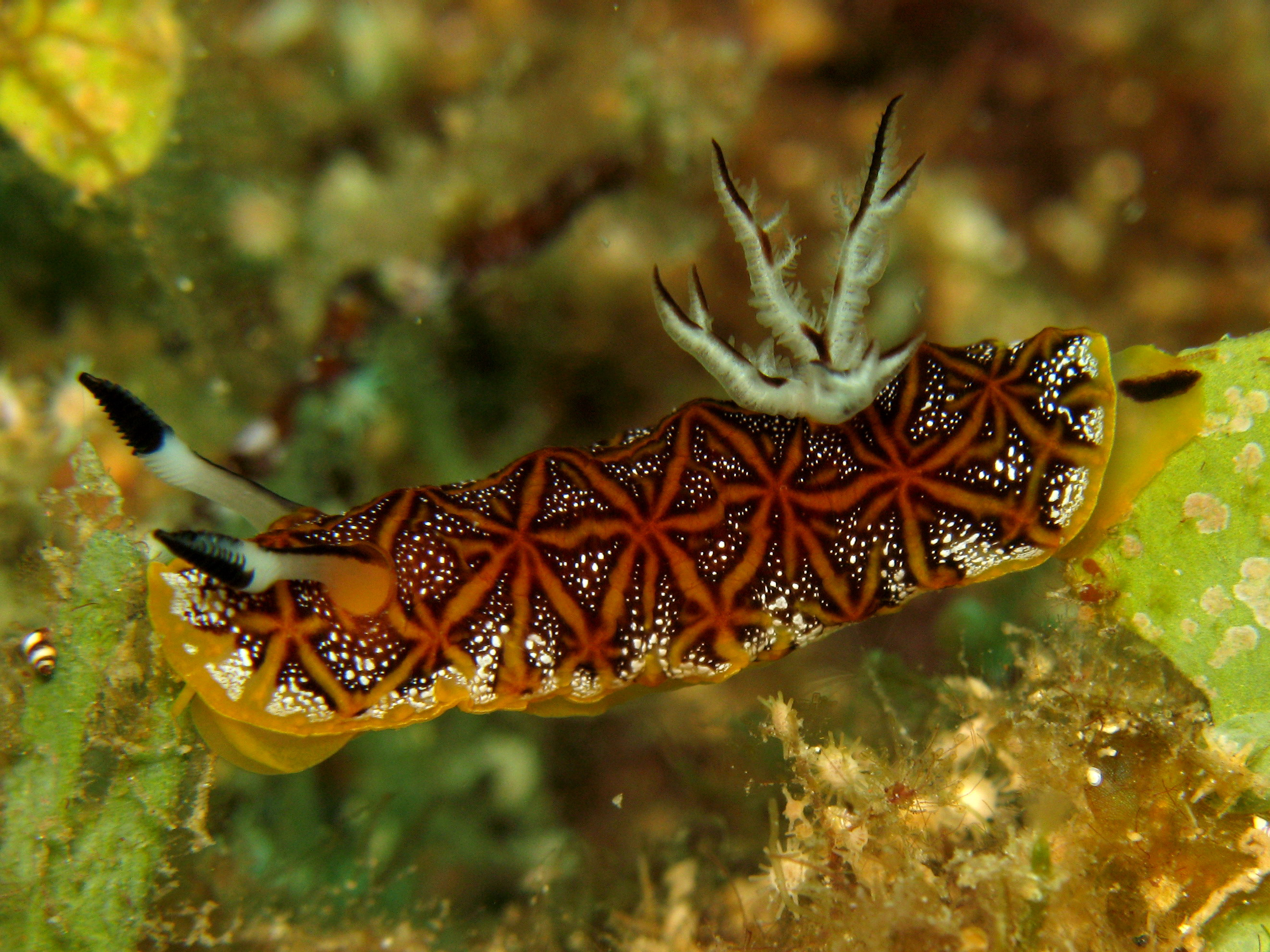
Halgerda tessellata.
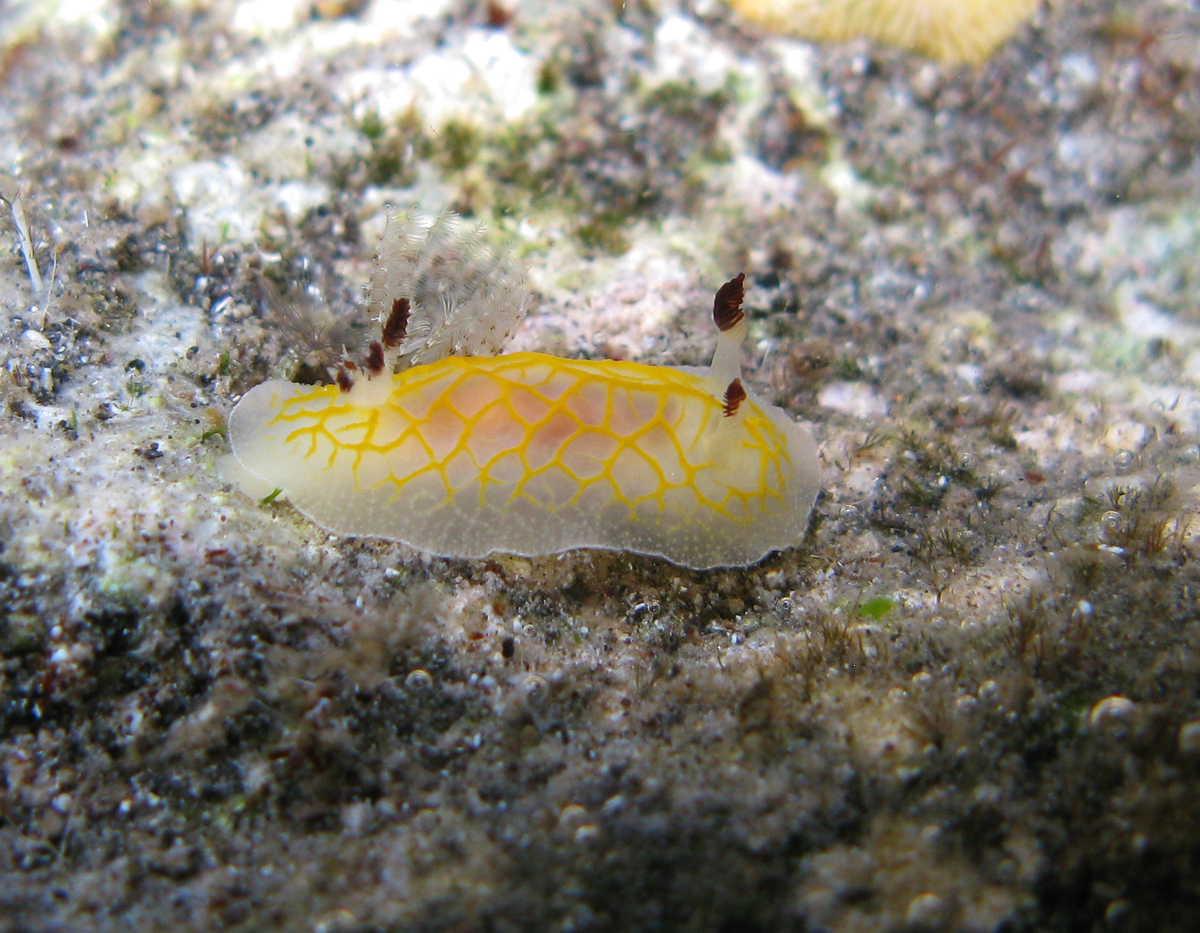
Halgerda toliara.
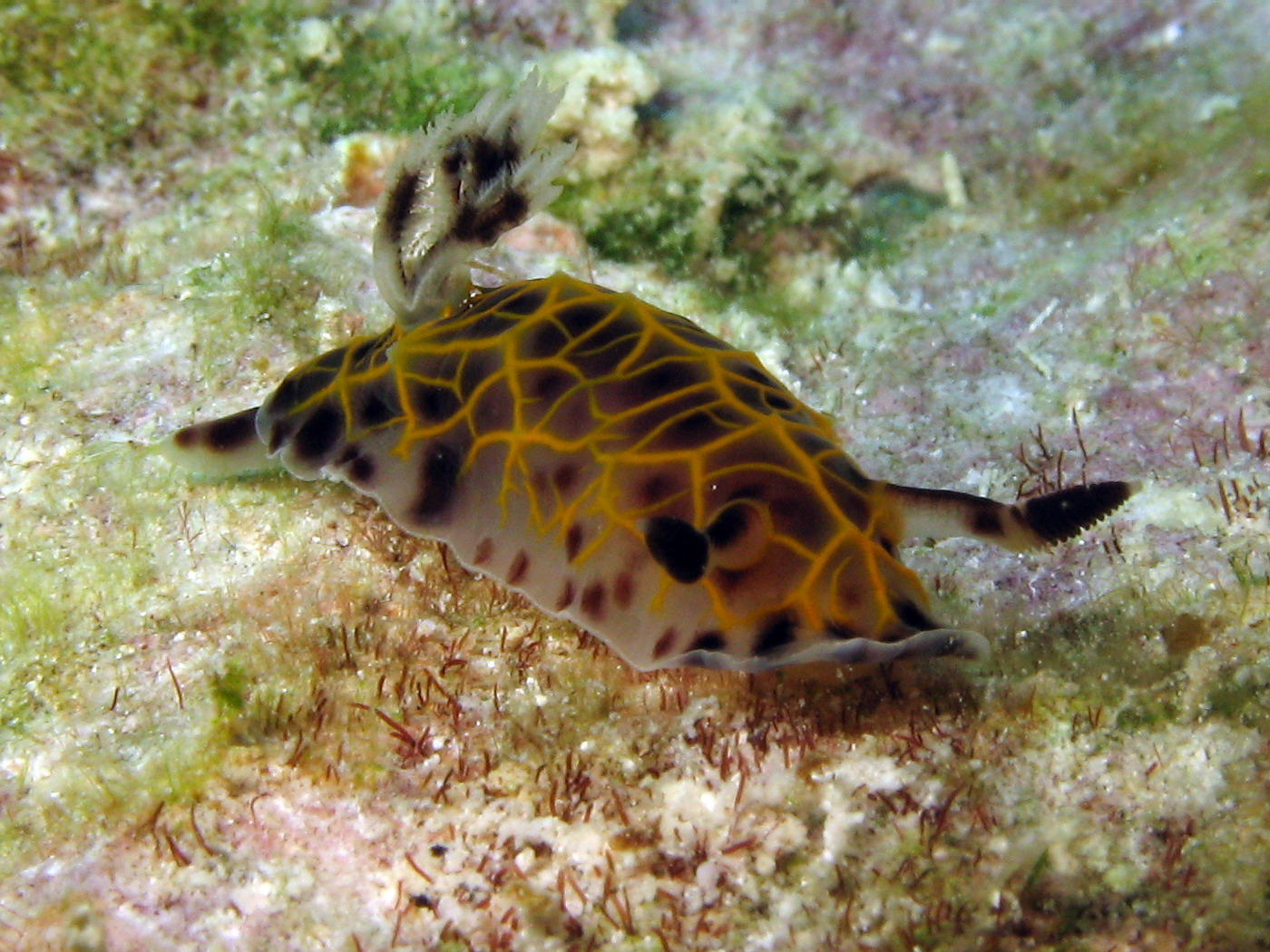
Halgerda wasinensis.
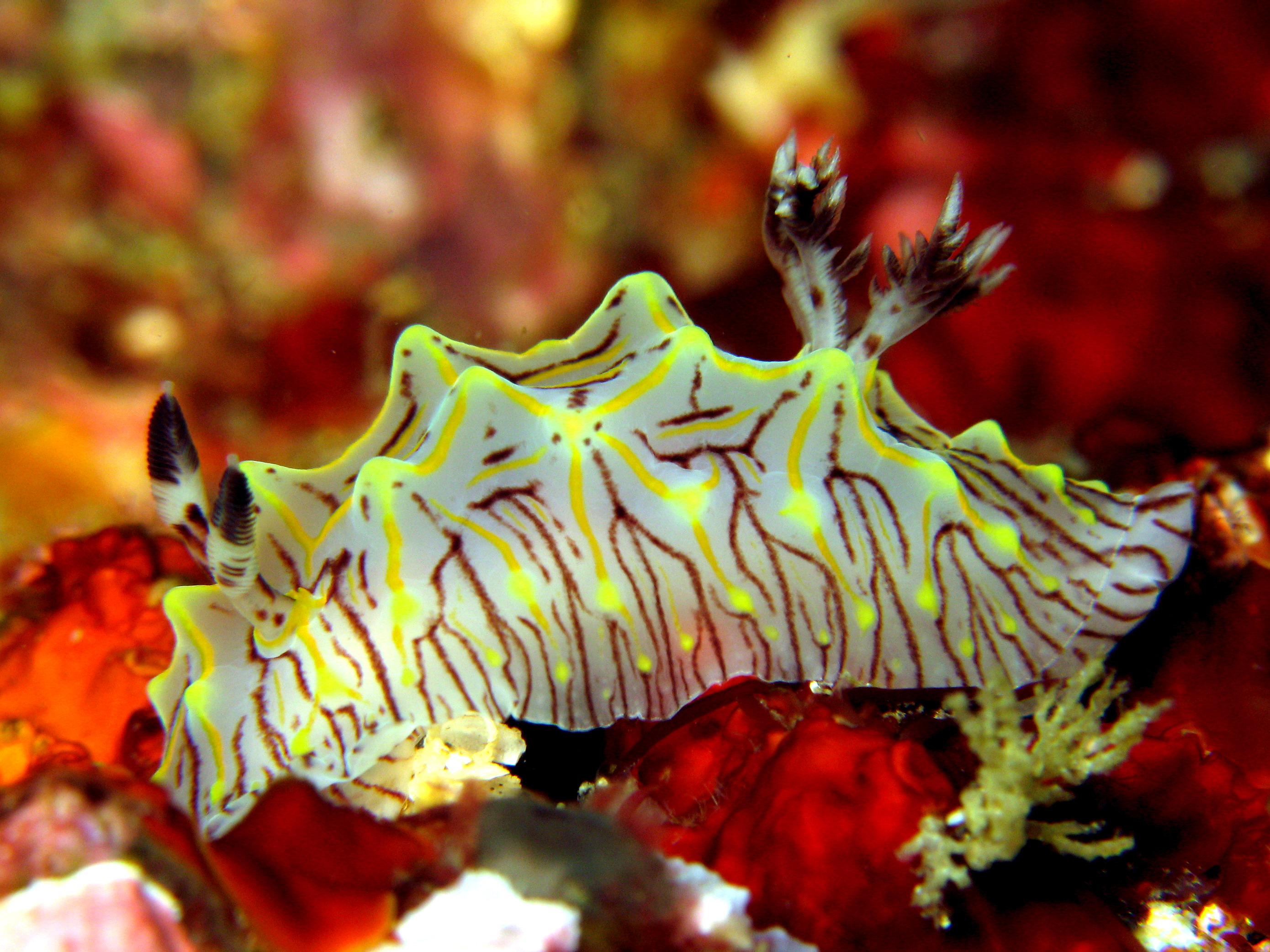
Halgerda willeyi.

## Publication originale
- Bergh, L. S. R. 1880. Beiträge zur Kenntniss der japanischen Nudibranchien. I. Verhandlungen der königlich-kaiserlich Zoologisch-botanischen Gesellschaft in Wien (Abhandlungen), 30: 155-200, pls. 1-5, [190]. (BHL)

## Taxonomie
Le genre Halgerda a été érigé par le zoologiste danois Rudolph Bergh en 1880 avec pour espèce type Halgerda formosa Bergh, 1880 par désignation subséquente.